# Drenaż (medycyna)

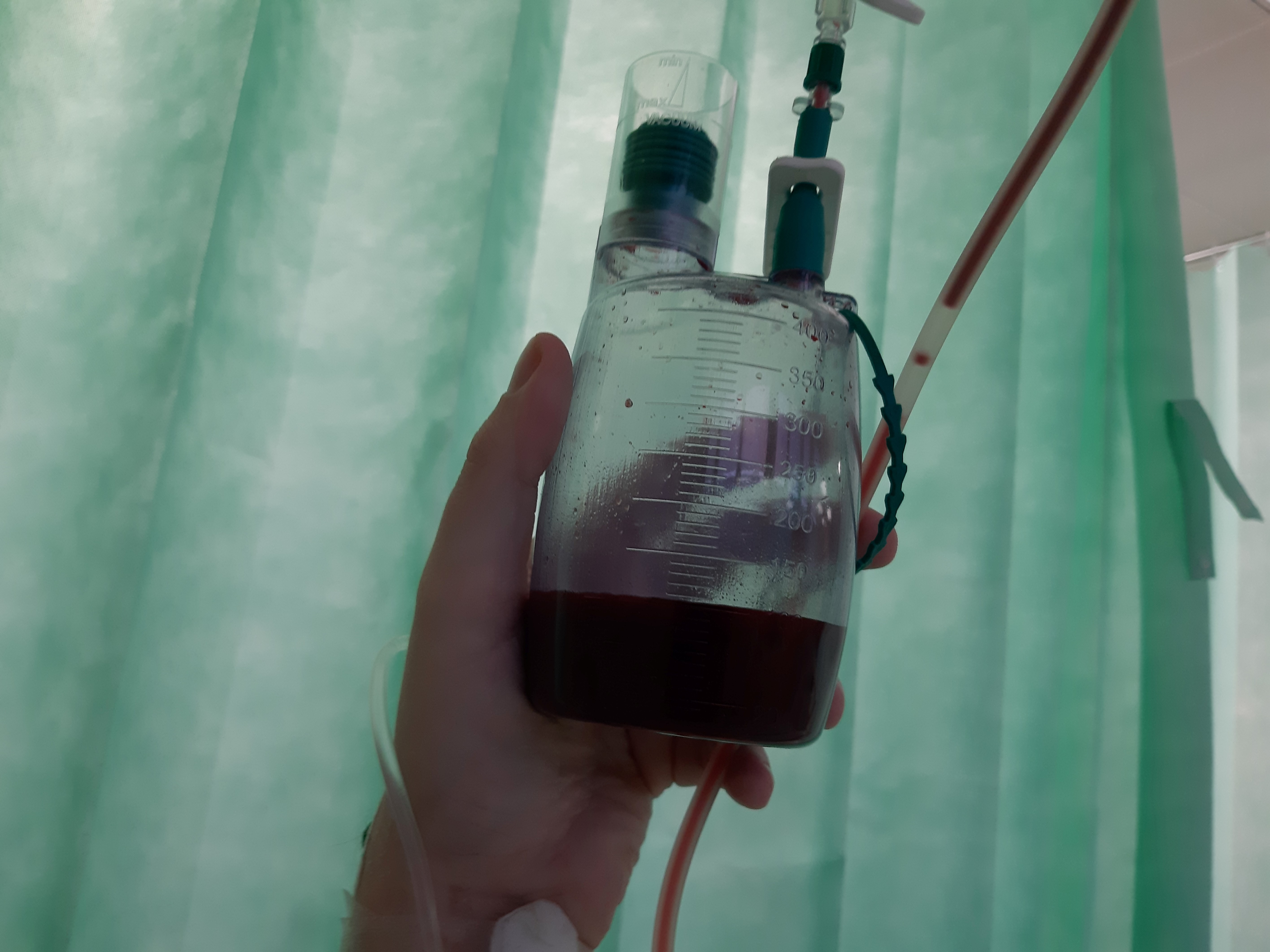
Dren Redona

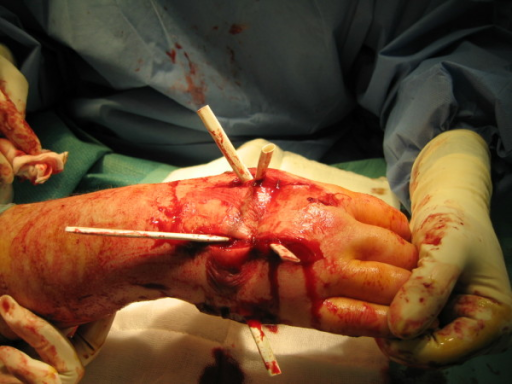
Dreny Penrose'a na grzbietowej stronie ręki

Drenaż – odprowadzanie treści płynnych (fizjologicznych lub patologicznych) z pewnych narządów lub obszarów ciała do innych lub częściej poza ciało chorego.
Do wykonania drenażu służą dreny i cewniki, które różnią się zarówno budową jak i zastosowaniem. Jedną z ważniejszych cech drenów i cewników jest ich grubość. Zwyczajowo określa się ją w jednostkach „F” (French). Jeden stopień w tej skali odpowiada 0,33 mm. Niekiedy można spotkać się z oznaczeniem jednostek jako „Ch” (ten sam przelicznik). Dla przykładu dren oznaczony 10F (10Ch) ma 3,3 mm grubości.

## Historia wykonywania drenażu
Pierwsze doniesienia o zastosowaniu drenów w kształcie rurek z drewna a później z ołowiu pochodzą od Hipokratesa, który stosował srebrne rurki do drenowania ropni. Erasistratus z Aleksandrii jako pierwszy cewnikował pęcherz moczowy, a Celsus w II wieku n.e. używał miedzianych kateterów do drenowania płynu puchlinowego z jamy otrzewnej. Podobnie postępował Klaudiusz Galen.
Niewiele wiadomo o używaniu drenów w wiekach średnich. Jedynie Guy de Chauliac w dziele Chirurgia Magna z roku 1363 wspomina o szarpiach (drobno pokrojone kawałki płótna) wkładanych do ropiejących ran w celu odprowadzania wysięku. Ambroży Paré stosował zarówno drenaż ran, jak i inne jego postaci. Zauważył przerastanie długo utrzymywanych drenów poprzez ziarninę. Dreny zabezpieczał przed przemieszczeniem się do jamy brzusznej za pomocą nici przywiązanej do nich.
Johann Schultes z Amsterdamu zastosował dreny z wewnętrznym knotem, co znacznie poprawiało ich wydajność. Laurentius Heister odkrył zasadę działania kapilarów i ich działania ssąco-drenującego, gdy jedna z lnianych podwiązek pozostała w ranie, a jej końce wystawały daleko poza ranę. Heister zauważył działanie drenujące owej podwiązki. Od tej pory celowo pozostawiano w ranach takie podwiązki. Beniamin Bell pod koniec wieku XVIII pozostawiał dolną część rany nie zeszytą i nie stosował żadnych drenów czy tamponów uważając, że tamują one jedynie odpływ treści. Peaslee w Nowym Jorku i Chassaignac w Paryżu wprowadzili odpowiednio w 1855 i 1859 do użycia giętkie dreny gumowe, które były kamieniem milowym w zastosowaniu drenaży. W 1865 Koeberlé w Strasburgu zastosował dren w postaci rurki szklanej, który następnie zmodyfikowali Weiss i Keith.
Twórca zasad aseptyki Joseph Lister stwierdził, że nie można przecenić znaczenia drenażu w chirurgii. Pod koniec wieku XIX w związku z gwałtownym rozwojem chirurgii wprowadzono wiele nowych materiałów do wytwarzania drenów. Stosowano gumę, gutaperkę i celuloid. Theodor Billroth stosował profilaktyczny drenaż po operacjach żołądka, a Jan Mikulicz-Radecki wprowadził dren gumowy w którego wnętrzu znajdowała się nasączona jodyną gaza. Pomysł ten długo jeszcze stosowny był w USA w postaci szklanej rurki z gazą w jej wnętrzu. Dreny powodowały jednak powstawanie przetok oraz przepuklin pooperacyjnych. W 1891 Hunter Robb przeprowadził badania mikrobiologiczne drenów, stwierdzając potrzebę ich sterylizacji i częstej wymiany. Chirurdzy tacy jak Kelly czy Halstedt negowali użycie drenażu pooperacyjnego, zwracając uwagę na prawidłową technikę chirurgiczną i nie pozostawianie „martwych przestrzeni”. Wymiana drenów gazowych była bardzo bolesna. Przełomem stało się wprowadzenie w roku 1897 nowego typu drenu przez Karola Penrose’a. Był to dość szeroki rękaw gumowy z bocznymi otworami, do którego wprowadzano gazę. Jej wymiana była stosunkowo łatwa i bezbolesna. W tym samym czasie Heaton jako pierwszy zastosował dren ssący. Drenaż pooperacyjny zakładany był wówczas poprzez ranę.
W roku 1905 Yates podzielił drenaż na pierwotny (profilaktyczny) i wtórny (leczniczy). Stwierdził on jednocześnie, że drenaż całej jamy otrzewnej jest niemożliwy, a otrzewna ma zdolność wchłaniania wysięku, jak i walki z bakteriami. W czasie I wojny światowej znacznie zmniejszyła się liczba laparotomii zakończonych drenażem rany. Zmniejszyła się liczba powikłań septycznych, a Hathaway stwierdził, że dreny powinny znaleźć się w muzeum chirurgii.
Nadal jednak stosowano dreny ssące, których popularność wzrastała. Chaffin w roku 1932 wprowadził komercyjny dren ssący, używany do drenaży głębokich ropni, w przypadkach gdy dren grawitacyjny okazywał się nieskuteczny. Murphy wprowadził 15 lat później system ssący (przerywany) z zastosowaniem strzykawki typu „Janet” po mastektomiach. Zamknięte systemy drenujące wprowadzili w latach 1950 i 1952 odpowiednio Baron i Raffle w Wielkiej Brytanii. Były one jednak niepraktyczne i trudne do obsługi. Przełomem stały się zestawy Redona i Josta z roku 1954. Te podręczne zestawy, składające się z miękkich drenów i butli ssących (samorozprężających się) stosowane są do dzisiaj.
W drugiej połowie XX wieku wprowadzono do chirurgii biokompatybilne materiały takie jak silastic czy poliuretan i znakowanie radiologicznie drenów. Dreny zaczęto wyprowadzać z osobnych cięć i choć nadal trwa dyskusja o zakresie, sposobach i potrzebie drenażu, współczesna chirurgia nie mogłaby rozwijać się bez tej techniki.

## Drenaż chirurgiczny

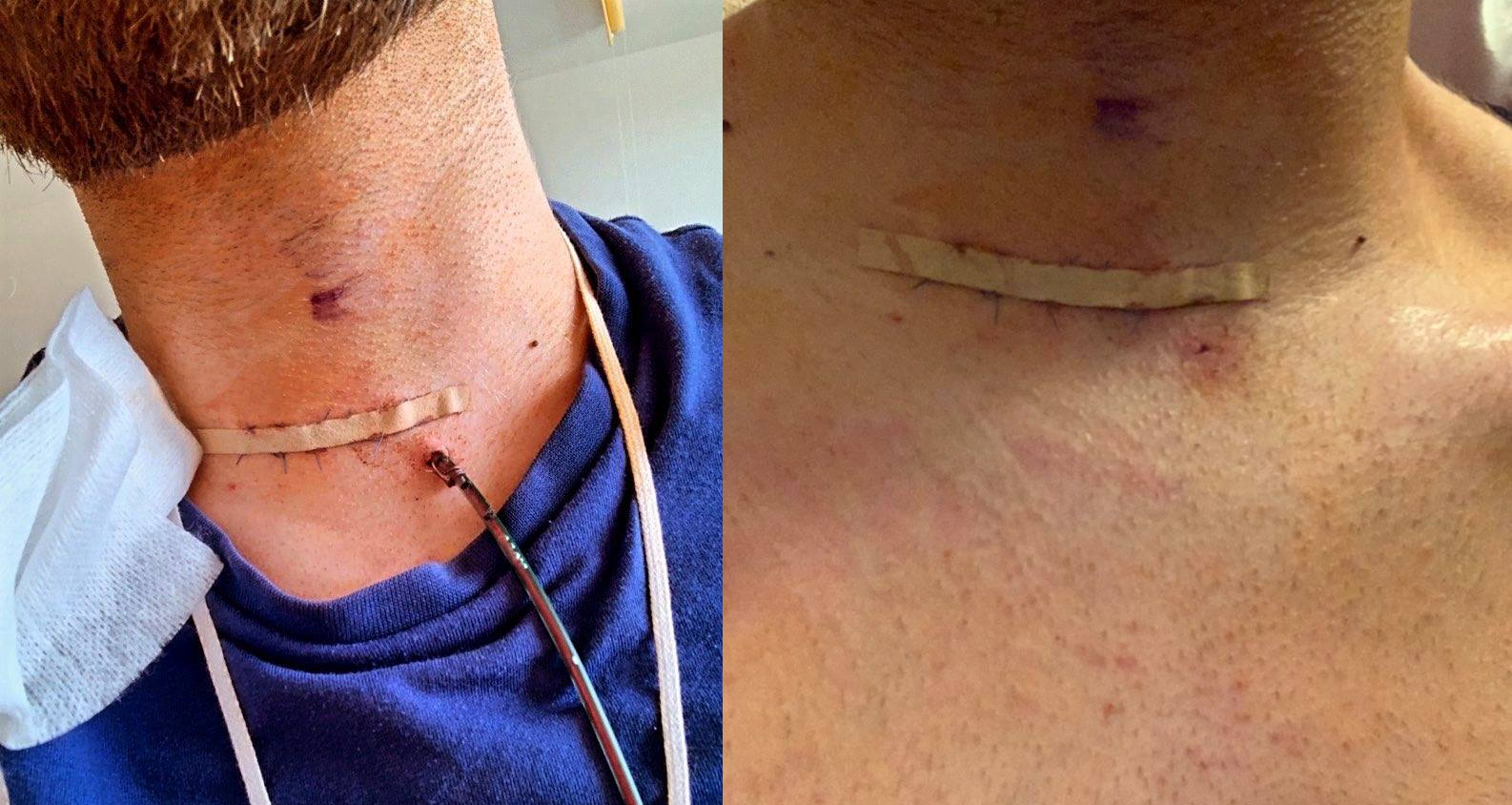
Rana po profesjonalnym usunięciu drenu z powodu paratyroidektomii w odstępie dwóch dni

Drenaż chirurgiczny można go podzielić na następujące grupy:
- Drenaż celowy (leczniczy) – zapewnia on odpływ (zazwyczaj poza ciało chorego) płynów ustrojowych takich jak żółć, płyn puchlinowy, sok trzustkowy, sok dwunastniczy czy jelitowy. W przypadku wodogłowia płyn mózgowo-rdzeniowy drenowany jest do jamy otrzewnej. Odmianą tego typu drenażu jest zakładanie drenów wewnętrznych (stenty lub protezy) pomiędzy narządami lub szynujących już istniejące przewody, drogą operacyjną lub endoskopową. W przypadku wystąpienia odmy opłucnowej drenaż ma na celu – oprócz odprowadzenie ewentualnej patologicznej treści płynnej – przywrócenie prawidłowego ciśnienia (ujemnego) w jamie opłucnej.
- Drenaż prewencyjny – w tym przypadku dren zabezpiecza dany obszar przed gromadzeniem się wydzieliny (surowicza, żółciowa, krwista, jelitowa) w miejscu i ilości, które mogą spowodować powstanie zbiorników ulegających w dalszym etapie zakażeniu lub o innym niekorzystnym miejscowym działaniu (np. żółciowe zapalenie otrzewnej)
- Drenaż przepływowy (leczniczy) – w tym przypadku stosowane są dwa lub więcej drenów. Jedne służą jako dreny doprowadzające do danego obszaru – zazwyczaj zmienionego patologicznie – substancji leczniczych (np. antyseptyk czy antybiotyk) albo płuczących. Druga grupa drenów (lub pojedynczy dren) służy do odprowadzania nadmiaru owej substancji po przejściu przez obszar działania. Pewną odmianą takiego postępowania jest dializa otrzewnowa.

## Drenowanie w ramach „małej chirurgii”
Najprostszym przykładem drenowania jest tak zwane sączkowanie. Polega ono na pozostawieniu w ranie sączka do drenażu ran lub rzadziej paska gazy. Zadaniem sączka jest niedopuszczenie do przedwczesnego zamknięcia się rany i stałe odprowadzanie treści. Sączki stosuje się w leczeniu naciętych ropni, przetok ropnych i tym podobnych patologii.
W ranach płatowych, gdzie spodziewać się można obfitego wycieku, drenaż zapewniany jest co najmniej dwoma sposobami. Pierwszy z nich to dość rzadkie zakładanie szwów, zapewniające wyciek wydzieliny pomiędzy szwami. Drugi to pozostawienie cienkiego drenu. Ma on wiele otworów bocznych (najlepiej dren gotowy). W przypadku braku takiego drenu wykonuje się otwory samodzielnie. Często w drenach tych stosuje się podciśnienie. Jednak dłużej pozostawiony dren zaczyna działać jak ciało obce i utrudnia gojenie.

## Drenaż jamy opłucnej
W przypadku przenikających ran klatki piersiowej, torakotomii oraz odmy samoistnej stosuje się drenaż jamy opłucnej. Ma on na celu przywrócenie fizjologicznych warunków panujących w jamie opłucnowej.
Dzięki zjawisku napięcia powierzchniowego pomiędzy opłucną ścienną a opłucną płucną oraz ujemnemu względem atmosferycznego ciśnieniu w tej jamie może zachodzić rozprężanie płuc i mechanizm oddychania. Wyrównanie do poziomu ciśnienia atmosferycznego lub powyżej tej wartości ciśnienia w jamie opłucnej jest sytuacją bezpośrednio zagrażającą życiu. Zjawisko to określane jest odmą opłucnową (pneumothorax). Zazwyczaj obrażeniom klatki piersiowej, lub stanom pooperacyjnym oprócz odmy towarzyszy również wynaczynianie do jamy opłucnej krwi lub płynu wysiękowego. Sytuację taką określa się jako (hydropneumothorax).
Do prawidłowego drenażu opłucnej potrzebny jest dren wraz z systemem drenującym zapewniającym utrzymanie odpowiedniego ciśnienia. Stosuje się w tym celu m.in. dreny, składające się z metalowego zaostrzonego trokara oraz otaczającego go drenu (rurki). Dren umieszcza się w opłucnej poprzez przebicie się przez międzyżebrze po poprzednim znieczuleniu i nacięciu skóry. Dren prowadzi się w okolicy górnej krawędzi żebra stanowiącego dolne ograniczenie międzyżebrza. W ten sposób unika się uszkodzenia naczyń i nerwów międzyżebrowych. Po wbiciu trokaru w międzyżebrze zaczyna się wycofywać trokar popychając jednocześnie dren. Zaznaczone są na nim odległości od końca oraz miejsce gdzie kończą się otwory boczne. Muszą się one całkowicie znaleźć w jamie opłucnej. Dren przyszywamy do ściany klatki piersiowej. Wokół zakłada się szew „kapciuchowy”, który zostaje zaciśnięty przy wyjmowaniu drenu. Tak wprowadzony dren podłącza się do urządzenia ssącego. W łatwiejszych do obsługi zestawach „kompaktowych”, po wlaniu odpowiedniej ilości płynu, podłącza się jedną z końcówek do ciała pacjenta, drugą zaś do ssaka lub centralnej próżni.
Wykorzystuje się także klasyczny zestaw składający się z dwóch butelek. Pierwsza z nich służy do odprowadzania treści z ciała pacjenta poprzez pierwsze wejście łączące butelkę z drenem. Drugie wyjście łączy ją z drugą butelką, która połączona jest z próżnią. W drugiej butelce tkwi dodatkowa rurka, która jest z jednej strony otwarta, zaś drugi koniec zanurzony jest w płynie. Głębokość zanurzenia decyduje o wartości ujemnego ciśnienia, jakie wytwarza zestaw.

## Drenaż grawitacyjny
Wiele sytuacji pooperacyjnych wymaga zastosowania drenażu. Często nie można uzyskać idealnej hemostazy, może dochodzić do wycieku treści żółciowej czy trzustkowej. Jej gromadzenie może doprowadzić do powstania ropni wewnątrzbrzusznych lub zapalenia otrzewnej. Najczęściej stosuje się drenaż grawitacyjny. Końcówki drenów umieszcza się w miejscach największego gromadzenia się treści, czyli okolicy zespoleń, uszkodzeń oraz w zachyłkach np. pęcherzowo-odbytniczym. Dystrybucja i liczba drenów jest indywidualizowana dla każdego chorego i typu zabiegu. Najczęściej używa się drenów z tworzywa sztucznego, które bądź mają fabrycznie przygotowane otwory, lub wykonuje się je na sali operacyjnej za pomocą nożyczek lub kleszczy „Luer” .
Drenów nie wyprowadza się przez ranę operacyjną. Przed zamknięciem powłok wykonuje się nacięcie skalpelem w powłokach (skórę i powięź), a następnie wprowadza się w tę ranę klem i od strony jamy brzusznej wciąga dren. W celu lepszego przechodzenie końcówki drenu przez powłoki, jego końcówkę (zewnętrzną) przycina się skośnie na podobieństwo igły iniekcyjnej. Zasadą jest pozostawienie wszystkich otworów w obrębie jamy otrzewnej. Dren przyszywa się do skóry za pomocą szwu ze „stópką”. Czasami przekłuwa się dren śródściennie lub nawet poprzez światło. Zabezpiecza się go w ten sposób przez wsunięciem do jamy otrzewnej.
Podobnemu celowi służy dren Penrose’a, lecz jego budowa jest nieco inna. Składa się on z gumowego „rękawa” z otworami wypełnionego setonem z gazy. Zestaw ten ma za zadanie na zasadzie knota odprowadzać wysięk z jamy ciała. Setony gazowe wymienia się pozostawiając na dłużej gumę. Istnieją również inne typy drenów, działające na zasadzie naczyń kapilarnych składające się z wielu połączonych wiązek cienkich dreników. Przypominają one wiązki kabelków łączących elementy komputera. Są one jednak stosowane wyjątkowo rzadko.

## Drenaż dróg żółciowych
Od lat 90. klasyczne operacje zastępowane są przez zabiegi endolaparoskopowe. Nadal jednak istnieją sytuacje, w których klasyczna chirurgia jest konieczna. Po klasycznej cholecystektomii do otworu Winslowa zakłada się dren grawitacyjny. Otwarcie przewodu żółciowego wspólnego (pżw), czyli choledochotomia wymaga pozostawienia w nim drenu „T” zwanego od nazwiska jego wynalazcy drenem Kehra. Ma on kształt litery T, przy czym ramię poziome umieszcza się w zeszytym pżw, zaś ramię pionowe wyprowadza przez powłoki brzuszne. Dren Kehra odprowadza żółć w okresie pooperacyjnym i służy również do wykonania cholangiografii śródoperacyjnej i pooperacyjnej. Po wykonaniu tej ostatniej w 7-9 dobie po zabiegu i nie wykazaniu żadnych patologii, dren usuwa się. W celu łatwiejszego usuwania drenu, jak również lepszego drenażu żółci w miejscu połączenia ramion wycina się otwór w kształcie litery V.

## Drenaż ssący
W niektórych sytuacjach przy znaczniejszym i dłużej trwającym wycieku krwi czy gromadzeniu się płynu surowiczego (przy zabiegach, gdzie dochodzi do preparowania dużych powierzchni, gdy implantowano ciało obce (np. siatkę przepuklinową), lub szczególnie potrzebna jest „suchość” pola pooperacyjnego) może dochodzić do gromadzenia się wydzieliny w zamkniętych przestrzeniach. Drenaż ssący zapewnia stały odpływ wydzieliny i możliwość kontrolowania jej ilości w poszczególnych dniach po zabiegu.
Drenaż ssący stosowany jest również dla odsysania wydzieliny z przetok.

## Drenaż ran obficie wydzielających i przetok
W przypadkach rozejścia się zespoleń jelitowych lub innych połączeń wewnątrzbrzusznych czasami dochodzi do wytworzenia się przetoki w ranie operacyjnej lub otworze po drenie grawitacyjnym. Ilość wydzielanej treści jest niekiedy znaczna i może przekraczać nawet 2000 ml. W okresie przed reoperacją lub jeżeli chory leczony jest zachowawczo odprowadza się wydzielinę, jednoczenie osłaniając skórę wokół rany np. pastą cynkową. Opatrunki nie wystarczają do przyjęcia takiej ilości wydzieliny. W ranie umieszcza się końcówkę drenu. Dren taki ma grubość odpowiadającą ilości i jakości wydzieliny. Zazwyczaj wykonuje się na przestrzeni kilku centymetrów otwory boczne. Powinny one spoczywać w ranie. Dren podłącza się do systemy drenującego. Najczęściej wykorzystuje się tu jedną z butelek z systemu do drenażu opłucnej. System pozwala na oczyszczanie rany z wydzieliny, a jednocześnie można oceniać jej dobową ilość.

## System drenujący Redona
Jest to najpopularniejszy w Polsce system drenażu ssącego. Składa się on z silastikowego drenu z dużą liczbą otworów w ścianie. Na drenie zaznaczone jest miejsce, dokąd rozciągają się otwory. Ma to duże znaczenie, gdyż ostatni otwór powinien znajdować się pod powierzchnią zamykającą drenowany obszar. Zazwyczaj dreny również są znakowane radiologicznie w celu ich ewentualnej lokalizacji. Dren umieszcza się w przestrzeni z osobnego cięcia i mocuje nicią (bez przeszywania). W skład zestawu wchodzi również butelka ssąca. Istnieją dwa typy ssania. Pierwszy to butelka z miękkiego tworzywa sztucznego przypominająca bidon rowerowy. Butelkę ściska się i zakłada dren na końcówkę. Butelka powoli rozprężając się wytwarza podciśnienie, gromadząc jednocześnie wysięk. Po całkowitym rozprężeniu do drenu podłącza się nową butelkę. Drugi system (wychodzący z użycia) polega na użyciu butelki szklanej z korkiem z dwoma tulejami. Do jednej podłącza się dren, zaś poprzez drugą wytwarza się w butelce podciśnienie.
Dren utrzymuje się w ranie w zależności od ilości wydzieliny. Zbyt długo utrzymywany dren może działać jak ciało obce, a jednocześnie otwierać drogę infekcji.

## Inne systemy drenujące
Systemy drenujące oparte są na podobnej zasadzie. Współcześnie stosuje się butelki samorozprężające różnego kształtu (bidony, gruszki, harmonie itp.). Obecnie stosuje się systemy podciśnieniowe z możliwością podawania substancji leczniczych w przypadku ran przewleklych, najczęściej zainfekowanych.
Pewne różnice występują w budowie drenów:

### Dren typu Blake
Dren ten różni się od drenu Redona tym, że zamiast otworów bocznych występują tu podłużne rowki. Drenowanie zachodzi na większej powierzchni i nie występuje zjawisko zapychania się otworków. Dreny Blake’a występują w różnych konfiguracjach długości, grubości i dystrybucji rowków.

### Dren typu Jackson-Pratt
Są to elastyczne i miękkie dreny z elastomeru silikonowego. Idea tego drenu łączy w sobie budowę drenu Redona i Blake’a. Występują tu zarówno rowki i otworki w różnych kombinacjach. Dren może być płaski lub okrągły. System ten może być stosowany do długotrwałego drenażu.